# Борко Дуроњић
Борко Дуроњић (Бања Лука, 24. септембра 1997) професионални је фудбалер. Бивши је кадетски и омладински репрезентативац Србије.

## Каријера
Дуроњић је поникао у фудбалском клубу Борац из Бања Луке. У ОФК Београд је стигао преко Црвене звезде почетком 2014. године. До краја сезоне наступао је за кадетску и омладинску екипу овог клуба, а потом је од наредног лета прикључен првом тиму. У Суперлиги Србије дебитовао је 10. августа 2014. године, заменивши Дејана Дражића у другом полувремену утакмице против Војводине. Свој први гол у сениорској конкуренцији, Дуроњић је постигао против Црвене звезде, 29. новембра исте године. У стрелце се уписао на у последњој утакмици сезоне, против Јагодине. Током сезоне 2015/16, Дуроњић је забележио укупно 20 наступа у оба домаћа такмичења и није се уписивао у стрелце. До краја 2016, Дуроњић је такође погодио у ремију sa Динамом из Врања, у оквиру 8. кола Прве лиге Србије за сезону 2016/17.
Средином јануара 2017, Дуроњић је прешао у Вождовац и потписао вишегодишњи уговор са овим клубом. До краја сезоне 2016/17, два пута је наступио у Суперлиги једном у Купу Србије. Наредне сезоне се усталио у првој постави екипе тренера Илије Столице. Свој први гол за овај клуб постигао је у победи од 3 : 1 над Партизаном 9. августа 2017. године.
Крајем јуна 2019, Дуроњић је потписао уговор са екипом ТСЦ из Бачке Тополе. За тај клуб наступао је пуне две сезоне, а затим је потписао за Раднички из Ниша. У јануару 2022. прешао је у Радник из Сурдулице.

## Репрезентација
Дуроњић је прошао све селекције Србије, а био је и капитен млађе омладинске репрезентације. Наступао је и у квалификацијама за омладинско европско првенство у Немачкој, постигавши два гола у утакмици против Црне Горе 26. марта 2016. године.
Дуроњић се, у октобру 2018, нашао на списку играча селекције Србије до 23 године старости, под вођством Милана Обрадовића, за пријатељску утакмицу против репрезентације Француске у узрасту до 20 година. На том сусрету, одиграном 15. октобра 2018, у игру је ушао током другог полувремена уместо Огњена Ђуричина.

## Начин игре
Дуроњић је 171 центиметар високи нападач, а најчешће наступа на позицији левог крила. Одликују га брзина и експлозивност, па се неретко одлучује за дриблинг и соло продор. Боље се сналази десном ногом и често гради позицију за шут уласком у средину терена. Иако су му крилне позиције природније, у одређеним тактичким варијантама може да одигра као најистуренији нападач, или полушпиц.

## Статистика

### Клупска
Ажурирано 3. фебруара 2023.
|                  |          |                  |     |    |    |   |   |   |   |   |     |    |  |  |
| ОФК Београд      | 2014/15. | Суперлига Србије | 9   | 2  | 0  | 0 | — | — | — | — | 9   | 2  |  |  |
| ОФК Београд      | 2015/16. | Суперлига Србије | 19  | 0  | 1  | 0 | — | — | — | — | 20  | 0  |  |  |
| ОФК Београд      | 2016/17. | Прва лига Србије | 15  | 1  | 1  | 0 | — | — | — | — | 16  | 1  |  |  |
| ОФК Београд      | Укупно   | Укупно           | 43  | 3  | 2  | 0 | — | — | — | — | 45  | 3  |  |  |
|                  |          |                  |     |    |    |   |   |   |   |   |     |    |  |  |
| Вождовац         | 2016/17. | Суперлига Србије | 2   | 0  | 1  | 0 | — | — | — | — | 3   | 0  |  |  |
| Вождовац         | 2017/18. | Суперлига Србије | 31  | 3  | 1  | 0 | — | — | — | — | 34  | 3  |  |  |
| Вождовац         | 2018/19. | Суперлига Србије | 31  | 2  | 1  | 0 | — | — | — | — | 32  | 2  |  |  |
| Вождовац         | Укупно   | Укупно           | 64  | 5  | 3  | 0 | — | — | — | — | 67  | 5  |  |  |
|                  |          |                  |     |    |    |   |   |   |   |   |     |    |  |  |
| ТСЦ Бачка Топола | 2019/20. | Суперлига Србије | 27  | 1  | 1  | 0 | — | — | — | — | 28  | 1  |  |  |
| ТСЦ Бачка Топола | 2020/21. | Суперлига Србије | 35  | 2  | 3  | 0 | 2 | 1 | — | — | 40  | 3  |  |  |
| ТСЦ Бачка Топола | Укупно   | Укупно           | 62  | 3  | 4  | 0 | 2 | 1 | — | — | 68  | 4  |  |  |
|                  |          |                  |     |    |    |   |   |   |   |   |     |    |  |  |
| Раднички Ниш     | 2021/22. | Суперлига Србије | 15  | 0  | 1  | 0 | — | — | — | — | 16  | 0  |  |  |
|                  |          |                  |     |    |    |   |   |   |   |   |     |    |  |  |
| Радник Сурдулица | 2021/22. | Суперлига Србије | 16  | 2  | —  | — | — | — | — | — | 16  | 2  |  |  |
| Радник Сурдулица | 2022/23. | Суперлига Србије | 15  | 1  | 0  | 0 | — | — | — | — | 15  | 1  |  |  |
| Радник Сурдулица | Укупно   | Укупно           | 31  | 3  | 0  | 0 | — | — | — | — | 31  | 3  |  |  |
|                  |          |                  |     |    |    |   |   |   |   |   |     |    |  |  |
| Каријера         | Каријера | Каријера         | 215 | 14 | 10 | 0 | 2 | 1 | — | — | 227 | 15 |  |  |
|                  |          |                  |     |    |    |   |   |   |   |   |     |    |  |  |